# Kembangan Utara
Kembangan Utara is een plaats (wijk - kelurahan) in het onderdistrict Kembangan in het bestuurlijke gebied Jakarta Barat (West-Jakarta) in de provincie Jakarta, Indonesië. De plaats telt 63.874 inwoners (volkstelling 2010).